# رومن باگراتیون
شاهزاده رومن (رواز) ایوانوویچ باگراتیون ( روسی: Роман (Реваз) Иванович Багратион   ، گرجی: რომან (რევაზ) ბაგრატიონი رومن (رواز) باگراتیونی (1778 - 1834) یک نجیب زاده گرجی و یک ژنرال در ارتش امپراتوری روسیه بود . او که یکی از فرزندان خانواده سلطنتی گرجستان باگراتیونی بود، برادر پیوتر بگراتیون ، فرمانده برجسته روسی در طول جنگ های ناپلئونی بود.
او پسر شاهزاده ایوان الکساندرویچ باگراتیون بود.

## حرفه
رومن باگراتیون که در قزلیار داغستان به دنیا آمد، در ۱۳ سالگی (۱۷۹۱) در هنگ کازاک چوگوفسک به عنوان اوریادنیک (یک افسر پلیس کازاک) ثبت‌نام کرد. او اولین اقدام خود را در حمله روسیه به ایران به فرماندهی والرین زوبوف دید و در تسخیر دربند شرکت کرد. در سال ۱۸۰۲ او در هنگ لیب گارد هوسار به عنوان پوروچیک مأمور شد و در طول جنگ ائتلاف سوم در سال ۱۸۰۵ علیه فرانسه ناپلئونی جنگید. به درخواست برادرش، شاهزاده باگراتیون، او در سال ۱۸۰۶ وارد گرجستان شد تا با هیئتی از اشراف محلی ملاقات کند که طوماری مبنی بر ابراز نارضایتی از دولت روسیه به او ارائه کردند. باگراتیون به سرعت از گرجستان فراخوانده شد و به ارتشی که علیه فرانسوی ها در پروس عمل می کرد فرستاده شد (۱۸۰۷). 
از سال ۱۸۰۹ تا ۱۸۱۰ او داوطلبانه در ارتش دانوب شرکت کرد و در جنگ علیه امپراتوری عثمانی شرکت کرد و در سال ۱۸۱۰ به درجه سرهنگی ارتقا یافت. در طول تهاجم ناپلئون به روسیه (۱۸۱۲)، او در ارتش سوم غربی خدمت کرد و در نبردهای کوبرین ، برست و گورودچنو شرکت کرد. برای شجاعتش در نبرد باوتزن (۱۸۱۳)، او درجه سرلشکری را دریافت کرد. او سپس در محاصره درسدن ، هامبورگ و هاربورگ (۱۸۱۳-۱۸۱۴) حضور داشت.
در دهه ۱۸۲۰ در قفقاز خدمت کرد و در جنگ علیه عثمانی و ایران شرکت کرد. او در سال ۱۸۲۷ در جریان جنگ روسیه و ایران در یورش به اریوان ، یکی از شهرهای ارمنستان تحت کنترل ایران، نقش برجسته ای داشت و در سال ۱۸۲۹ به درجه سپهبدی ارتقا یافت . پس از جنگ، او در تفلیس اقامت گزید، جایی که در عمارتش نخبگان محلی رفت و آمد می‌کردند و در سال ۱۸۳۱ اولین اجرای عمومی « وای از شوخ »، نمایشنامه‌ای از الکساندر گریبایدوف ، که در آن باگراتیون نقش سرهنگ اسکالووزوب را بازی می‌کرد، برگزار کرد. 
در سال ۱۸۳۲ باگراتیون به آبخازیا فرستاده شد و در آنجا به تب مبتلا شد و در تفلیس درگذشت (۱۸۳۴). او در کلیسای سنت دیوید، تفلیس، گرجستان به خاک سپرده شده است. 

## خانواده
شاهزاده رومن باگریون با آنا سمیونونا ایوانووا (۱۷۹۹-۱۸۷۵) ازدواج کرد. آنها پنج فرزند داشتند:
- شاهزاده پیوتر (۱۸۱۸-۱۸۷۸)، دولتمرد، ژنرال و دانشمند.
- شاهزاده ایوان (۱۸۲۴-۱۸۶۰).
- پرنسس الکساندرا (متولد ۱۸۲۹؛ درگذشت در نوزادی).
- پرنسس آنا
- پرنسس الیزاوتا (در شهر ایزیوم اوکراین در ۲۰ آوریل ۱۸۲۰ به دنیا آمد، درگذشت ۱۸۶۷)، با ژنرال بارون الکساندر بلندورف ازدواج کرد.